# Calicnemia gulinensis
Calicnemia gulinensis – gatunek ważki z rodziny pióronogowatych (Platycnemididae).